# Xã Bray, Quận Pennington, Minnesota
Xã Bray (tiếng Anh: Bray Township) là một xã thuộc quận Pennington, tiểu bang Minnesota, Hoa Kỳ. Năm 2010, dân số của xã này là 64 người.